# Трансбалканский трубопровод

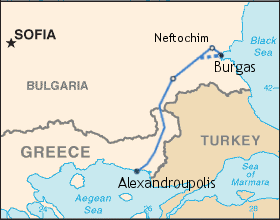
Карта нефтепровода Бургас — Александруполис

Трансбалка́нский трубопрово́д (нефтепровод Бургас — Александруполис) — планировавшийся к строительству нефтепровод в обход проливов Босфор и Дарданеллы. Предполагалось, что маршрут нефтепровода пройдёт от болгарского города Бургас на берегу Чёрного моря до греческого Александруполиса на берегу Эгейского моря.
Трубопровод должен был, как предполагалось, разгрузить находящиеся под контролем Турции проливы, соединяющие Чёрное и Средиземное моря. Планировалось, что по данному трубопроводу будет поставляться российская нефть с морского терминала в Новороссийске, в Бургасе перегружаться с танкеров, далее по трубопроводу будет поступать в Александруполис, где вновь будет грузиться на танкеры. Проектная протяжённость нефтепровода — 285 км, пропускная способность — 35 млн т в год с возможностью расширения до 50 млн т.
Предварительная стоимость проекта оценивалась в $1,2 млрд. Предполагалось, что России будет принадлежать 51,7 % акций консорциума по управлению трубопроводом, Болгарии и Греции — по 24,15 %. Работы по прокладке трубы хотели начать в начале 2008 года и закончить через полтора года. По некоторым оценкам, строительство нефтепровода могло быть завершено к 2010 году. Конкурирующим нефтепроводом считался проект Самсун-Джейхан, который соединит порты на черноморском и средиземноморском побережье Турции.
В 2011 году правительство Болгарии отказалось от участия в проекте, что автоматически сделало его нереализуемым, а в начале 2012 года выплатило российской стороне долг, образовавшийся в ходе подготовки строительства.

## Хроника реализации проекта
- В начале 2007 года российской стороной было создано ООО «Трубопроводный консорциум „Бургас — Александруполис“» («Транснефть» — 33,34 %, «Роснефть» и «Газпром нефть» — по 33,33 %), генеральным директором был назначен советник вице-президента ОАО «АК „Транснефть“» Дмитрий Евстратов.[3][4]
- 15 марта 2007 года в Афинах подписано межгосударственное соглашение межправительственное соглашение Болгарии, Греции и России о строительстве нефтепровода.
- В конце апреля 2007 года парламент Греции ратифицировал соглашение о строительстве нефтепровода.
- 25 мая 2007 года Совет Федерации РФ единогласно ратифицировал трехстороннее соглашение о строительстве нефтепровода.
- 10 мая 2010 года премьер-министр Болгарии Бойко Борисов заявил о том, что Болгария откажется от проекта строительства нефтепровода Бургас — Александропулис.[5]
- 7 декабря 2011 года Правительство Болгарии приняло решение отказаться от проекта строительства нефтепровода Бургас — Александруполис, сочтя его экономически необоснованным.[6]
- В начале февраля 2012 года Болгария выплатила российской «Транснефти» долг в $4,7 млн за свой выход из проекта (задолженность образовалась вследствие того, что российская монополия финансировала долю участия Болгарии)[7].